# Rolf Zinkernagel
Rolf Martin Zinkernagel (rođen 6. siječnja, 1944. u Riehen, Basel-Stadt, Švicarska) profesor je eksperimentalne imunologije koji je zajedno s australskim znanstvenikom Peter C. Dohertyem dobio Nobelovu nagradu za fiziologiju ili medicinu 1996.g. za otkriće načina kako imunosni sustav prepoznaje stanice zaražene virusom.  

## Vanjske poveznice
- Nobelova nagrada - autobiografija  Arhivirana inačica izvorne stranice od 16. svibnja 2008. (Wayback Machine) (engl.)